# The Vale of Grwyney
The Vale of Grwyney (en anglais) ou Cwm Grwyne (en gallois) est une communauté du Powys, au pays de Galles.

## Géographie
La communauté de The Vale of Grwyney est située dans le sud-est du Powys, dans le comté historique du Brecknockshire, le long de la frontière du Monmouthshire. Comme son nom l'indique, elle s'étend sur la vallée de la Grwyne Fawr (en), un affluent de l'Usk. Elle comprend les villages et hameaux de Glangrwyney (en), Llangenny (en) et Llanbedr (en).

## Démographie
Au recensement de 2011, la communauté de The Vale of Grwyney comptait 738 habitants.